# Harlingen (New Jersey)
Harlingen – jednostka osadnicza w Stanach Zjednoczonych, w stanie New Jersey, w hrabstwie Somerset.